# Enoplium serraticornis
Enoplium serraticornis là một loài bọ cánh cứng trong họ Cleridae. Loài này được G.A. Olivier miêu tả khoa học đầu tiên năm 1790.